# Uglier Than You'll Ever Be
Uglier than You'll Ever Be è un album dal vivo del gruppo statunitense dei The Morlocks, pubblicato nel 1997 dalla Voxx Records.

## Tracce
1. I Need You
2. You Mistreat Me
3. Leavin' Here
4. Far Away
5. My Friend The Bird
6. I Got Nightmares
7. Outside Looking In
8. The K
9. Your Body Not Your Soul
10. Double Decker Bus
11. Get Out Of My Life Woman
12. Cry In The Night
13. By My Side
14. When The Night Falls

## Formazione
- Leighton Koizumi - voce
- Ted Friedman - chitarra
- Tom Clarke - chitarra
- Jeff Lucas - basso
- Mark Mullen - batteria